# Répartition géographique de l'allemand
L’allemand, sous sa forme standard et dialectale, s'est diffusé dans de nombreux pays, selon des statuts différents. En fonction de l'inclusion ou de l'exclusion de certaines variétés dont le statut de langue distincte est contesté (par exemple, le bas allemand/Plautdietsch), on estime qu'environ 90 à 95 millions de personnes parlent l'allemand comme langue primaire,,, 10 à 25 millions comme langue seconde,, et 75 à 100 millions comme langue étrangère,, soit environ 175 à 220 millions de germanophones à travers le monde.

## Répartition

### Europe
- Allemagne (78,3 %)
- Autriche (8,4 %)
- Suisse (5,6 %)
- Tyrol du Sud (0,4 %)
- Autres (7,3 %)

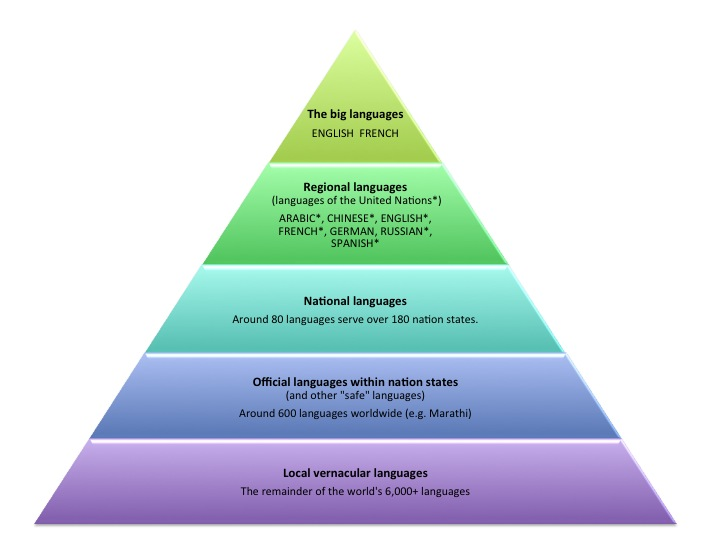
Dans la hiérarchie des langues mondiales établie par David Graddol, l'allemand se classe parmi les langues « régionales ».

La langue allemande est parlée dans des pays et territoires d'Europe, où elle est utilisée à la fois comme langue officielle ou comme langue minoritaire. Pour couvrir cette zone linguistique, on parle souvent de « pays germanophones », d'« espace germanophone » (Deutscher Sprachraum), ou d'« Europe germanophone » (les communautés germanophones non européennes ne sont pas communément incluses dans ce concept).
L'allemand est la langue principale d'environ 95 à 100 millions de personnes en Europe, soit presque 12 % de l'ensemble des Européens. Cela en fait la deuxième langue maternelle la plus parlée en Europe, derrière le russe (144 millions de locuteurs) et devant le français (66,5 millions) et l'anglais (64,2 millions). Les pays européens à majorité germanophone sont l'Allemagne (95 %, 78,3 millions), l'Autriche (89 %, 8,9 millions) et la Suisse (65 %, 4,6 millions), également connus sous le nom de D-A-CH, acronyme de Deutschland (Allemagne), Austria et Confoederatio Helvetica (Confédération suisse).
Depuis 2004 a lieu une réunion annuelle informelle des chefs d'État des pays germanophones, à laquelle participent les présidents des D-A-CH ainsi que le prince héritier du Liechtenstein. Depuis 2014, le roi des Belges et le grand-duché du Luxembourg y participent.

### DACH
L'acronyme D-A-CH ou DACH représente les États dominants de la langue allemande (Sprachraum). Il est issu des codes internationaux d'immatriculation des véhicules pour l'Allemagne (D pour Deutschland), l'Autriche (A pour Austria, en allemand Österreich) et la Suisse (CH pour Confoederatio Helvetica, en allemand (die) Schweiz). Dach est également le mot allemand pour « toit », et est utilisé en linguistique dans le terme Dachsprache, que l'allemand standard considère comme étant en relation avec certains dialectes allemands périphériques, en particulier en Suisse, en France, au Luxembourg et en Autriche.
Le terme est parfois étendu à D-A-CH-Li, DACHL ou DACH+ pour inclure le Liechtenstein. Une autre version est « DACHS » (Dachs signifiant « blaireau » en allemand), qui inclut la région germanophone du Tyrol du Sud (S ici pour Südtirol), en Italie.

### Reste de l'Europe
Au début de l'époque moderne, les variétés d'allemand étaient une lingua franca en Europe centrale, orientale et septentrionale (Ligue hanséatique).
L'allemand est une langue minoritaire reconnue en Hongrie, en Italie (Trentin-Haut-Adige et Südtirol), en Pologne, en Roumanie, en Russie, en Slovaquie et en Tchécoslovaquie.
Aujourd'hui l'allemand est avec le français une deuxième langue étrangère courante dans le monde occidental, l'anglais étant bien établi comme première langue étrangère,, ainsi qu'en Russie. Par son nombre d'étudiants à tous les niveaux d'enseignement l'allemand se classe troisième dans l'Union européenne (après l'anglais et le français), ainsi qu'aux États-Unis (après l'espagnol et le français),. En 2015 environ 15,4 millions de personnes étaient en train d'apprendre l'allemand à travers le monde, tous niveaux d'enseignement confondus. Ce nombre est resté relativement stable depuis 2005 (± 1 million) et on peut en déduire qu'environ 75 à 100 millions de personnes sont capables de communiquer en allemand en tant que langue étrangère, en supposant une durée moyenne des cours de trois ans et d'autres paramètres estimés. Selon une enquête de 2012, environ 47 millions de personnes au sein de l'UE (soit jusqu'à deux tiers des 75 à 100 millions de personnes dans le monde) ont déclaré avoir des compétences suffisantes en allemand pour tenir une conversation. Au sein de l'UE, sans compter les pays où l'allemand est une langue (co-)officielle, c'est en Europe centrale et septentrionale que l'allemand en tant que langue étrangère est le plus enseigné, à savoir en Croatie, en Tchéquie, au Danemark, aux Pays-Bas, en Pologne, en Slovaquie, en Slovénie et en Suède,.
En Belgique, les germanophones constituent l'une des trois communautés institutionnelles, autour des villes d'Eupen et de Saint-Vith. En France, ils sont présents dans la région de l'Alsace et en Moselle.

### Afrique
La Namibie est une ancienne possession coloniale allemande, où les germanophones représentent autour de 25 % de la population blanche (soit environ 30 000 germanophones représentant 1,5 % de la population du pays) ; en seconde langue, l'allemand est au moins parlé par 45 000 personnes, surtout dans la région de Swakopmund (il y a aussi le Küchendeutsch, pidgin à base lexicale allemande, parlé par au moins 15 000 Namibiens) ; 
En Tanzanie, les germanophones constituent une grande partie de l'ex-Afrique orientale allemande (1885-1919) : l'allemand est enseigné aux universités de Dar es Salam et de Tanga. Environ 15 000 à 20 000 Tanzaniens maîtrisent l'allemand (surtout des anciens, ou des étudiants actuels de la langue allemande). Un Institut Goethe fonctionne à Dar es Salam.

### Amérique du Nord
Aux États-Unis, l'allemand est la langue parlée par la majorité des juifs ashkénazes à côté du yiddish et par les Amishs de Pennsylvanie comme langue littéraire du parler quotidien qu'est le pennsilfaanisch. Le Midwest a aussi connu une forte immigration allemande au cours du XIXe siècle (que l'on retrouve dans la toponymie) mais il n'y existe plus de communauté germanophone en tant que telle.

### Amérique du Sud
En Argentine, dans la province de Río Negro, de nombreux Allemands de la Volga et des Suisses ont fondé des communautés (exemple : Bariloche) où se réfugièrent de nombreux nazis après la Seconde Guerre mondiale. Au Chili, au lac Llanquihue, les communautés ont aussi été fondées par des immigrants allemands et suisses.
Au Brésil, Mexique et Paraguay, de nombreux Mennonites et juifs ashkénazes ont émigré au fil du XIXe siècle afin de trouver une terre d'asile.

### Océanie
En Océanie, dans l'ancienne colonie allemande de Nouvelle-Guinée qui a existé de 1884 à 1919, était parlée une forme de créole à base d'allemand appelée Unserdeutsch (« notre allemand »), qui n'est plus parlée aujourd'hui que par une poignée de personnes âgées.

## Nombre de locuteurs par pays

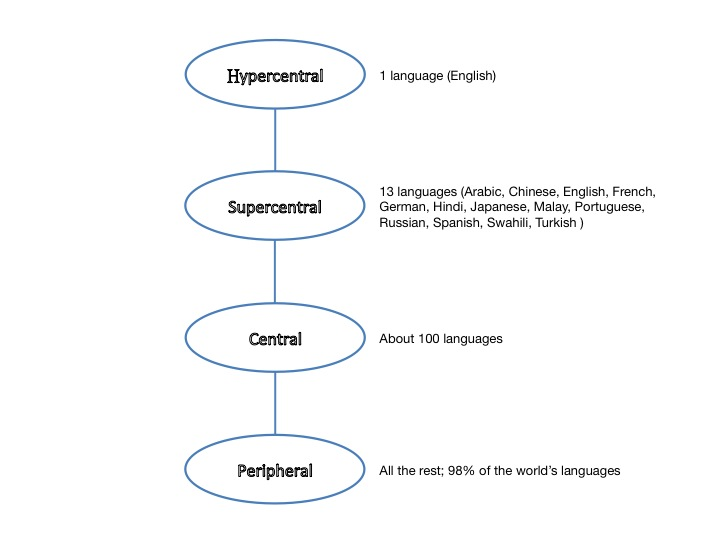
En Europe, l'allemand est une langue internationale qui, dans la liste hiérarchique des langues d'Abram de Swaan, fait partie des langues supercentrales.
Traduction de l'image : 1 langue hypercentrale (anglais) ; 13 langues supercentrales (arabe, mandarin, anglais, français, allemand, hindi, japonais, malais, portugais, russe, espagnol, swahili, turc) ; langues centrales (environ 100) ; langues périphériques (toutes les autres, 98 % des langues du monde).

On évalue en 2020 à environ 130 millions le nombre de germanophones dans le monde ayant l'allemand comme langue maternelle. Leur répartition par ordre décroissant est donnée dans le tableau suivant.
| Pays             | Locuteurs  | Proportion | Année |
| ---------------- | ---------- | ---------- | ----- |
| Australie        | 79 353     | 0,4 %      | 2016  |
| Autriche         | 7 115 780  | 88,6 %     | 2001  |
| Belize           | 9 364      | 2,7 %      | 2010  |
| Belgique         | 76 920     | 0,7 %      | 2017  |
| Canada           | 271 870    | 0,7 %      | 2016  |
| Bolivie          | 62 741     | 0,65 %     | 2012  |
| Croatie          | 2 986      | 0,07 %     | 2011  |
| Chypre           | 1 294      | 0,1 %      | 2011  |
| Tchéquie         | 41 967     | 0,4 %      | 2011  |
| Danemark         | 20 000     | 0,4 %      | 2012  |
| Estonie          | 522        | 0,04 %     | 2011  |
| Finlande         | 7 258      | 0,13 %     | 2021  |
| Brésil           | 5 000 000  | 2,30 %     | 2022  |
| France           | 1 200 000  | 1,77 %     | 2011  |
| Allemagne        | 69 495 000 | 84,8 %     | 2021  |
| Hongrie          | 38 248     | 0,4 %      | 2011  |
| Kazakhstan       | 30 413     | 0,2 %      | 2009  |
| Kirghizistan     | 7 063      | 0,1 %      | 1999  |
| Lettonie         | 203        | 0,01 %     | 2000  |
| Liechtenstein    | 34 438     | 91,5 %     | 2015  |
| Lituanie         | 528        | 0,01 %     | 2011  |
| Luxembourg       | 14 658     | 3,1 %      | 2011  |
| Monténégro       | 129        | 0,02 %     | 2011  |
| Namibie          | 11 154     | 0,5 %      | 2011  |
| Nouvelle-Zélande | 42 302     | 0,9 %      | 2018  |
| Paraguay         | 48 812     | 0,7 %      | 2012  |
| Pologne          | 96 461     | 0,2 %      | 2011  |
| Roumanie         | 26 557     | 0,1 %      | 2011  |
| Russie           | 44 757     | 0,03 %     | 2010  |
| Serbie           | 2 190      | 0,03 %     | 2011  |
| Slovaquie        | 5 186      | 0,09 %     | 2011  |
| Slovénie         | 1 628      | 0,08 %     | 2002  |
| Afrique du Sud   | 30 034     | 0,07 %     | 1996  |
| Italie           | Inconnu    |            |       |
| Espagne          | 192 691    | 0,4 %      | 2016  |
| Suède            | 72 000     | 0,73 %     | 2016  |
| Suisse           | 5 161 647  | 62,8 %     | 2016  |
| États-Unis       | 964 441    | 0,3 %      | 2016  |
| Ukraine          | 4 206      | 0,01 %     | 2001  |
| Total (partiel)  | 85 468 001 |            |       |

### Territoires infranationaux
| Territoire   | Pays     | Locuteurs                         | Pourcentage | Année | Référence |
| ------------ | -------- | --------------------------------- | ----------- | ----- | --------- |
| Uusimaa      | Finlande | 3 726                             | 0,22 %      | 2021  | [ 27 ]    |
| Tyrol du Sud | Italie   | 275 800 (chez les plus de 16 ans) | 65,3 %      | 2014  | [ 43 ]    |